# The Economist
The Economist este o revistă financiară din Marea Britanie. Revista a fost înființată în anul 1843 de către James Wilson, un pălărier din orașul Hawick, Scoția. Acesta credea în comerț liber, internaționalism și interferență minimă din partea guvernului în ce privește afacerile. În prezent (iunie 2008), tirajul revistei este de 1 milion de exemplare, din care mai mult de 80% este distribuit în afara Marii Britanii. Tirajul din Statele Unite ale Americii se ridică la mai mult de jumătate din totalul exemplarelor tipărite.
Majoritatea articolelor din The Economist nu sunt semnate.
Din anul 1928, jumătate din acțiuni sunt deținute de Financial Times, iar restul de un grup de acționari, din care o bună parte sunt în conducerea companiei.

## Legături externe
- www.economist.com - Site web oficial
- Economistul și Capitaliștii[nefuncțională]
, 10 februarie 2012, Cătălin Alistari, Capital
- Reporter Global - Partener sindicalizat pentru România